# 扎扎·宾客斯
扎扎·賓客斯（英語：Jar Jar Binks）是佐治·魯卡斯創作的星際大戰的虛構人物。首次出場在《星球大戰前傳：魅影危機》中，之後也在《星球大戰前傳II：複製人侵略》、《星際大戰：複製人之戰 (2008年電視影集)》、《星球大戰前傳III：黑帝君臨》中出場。

## 角色生平

### 星際大戰首部曲:威脅潛伏
在《星際大戰首部曲:威脅潛伏》中，賓客斯是一位重要的角色。當魁剛·金和歐比王到達那卜星時，他因為魁剛·金幫助下在攻擊中生存下來以幫助他們向剛耿族的首領納斯頭目乞求軍事援助。但在之前扎扎·賓客斯是因為犯下大錯才讓納斯頭目趕出水下，但是最後納斯頭目還是同意了。在之後的那卜戰役中，扎扎·賓客斯領導剛耿族人對抗機器人士兵，最後因為機器人士兵全部都突然停下來了，因而獲得勝利。

### 星球大戰前傳II：複製人侵略
在《星際大戰二部曲：複製人全面進攻》中賓客斯的地位沒有那麼重要了，但他的角色還是有意義的。在拯救他的母星的十年後，他是一個銀河參議院代表。因為他這身份，因而對和他是朋友的歐比王等絕地武士可以利用他的權力來做事。且發揮顯著的作用。
在歐比王和安納金·天行者回到克魯斯根的時候，他在那裡熱情地指待他們。

### 星際大戰：複製人之戰
在2008年到2012年的動畫影集中，洽‧洽‧冰克斯在部分集數出現，呈現出他作為共和國參議員的工作。
他在複製人之戰中曾經參與的任務數量不少，他通常在這些任務中會因為笨手笨腳、搞砸、導致一些危及任務的危機，不過他最後往往可以讓任務成功結束。他曾經前往羅迪亞星球處理糧食危機、從海盜手中贖回安納金和歐比王等等任務。
本作也也探及了他的一些私人生活，並在六季第8集中介紹了他的愛人，巴布坦星球的的茱莉亞女王。

## 粉絲反應
在星際大戰的粉絲群中，洽‧洽‧冰克斯並不是一個受到歡迎的角色，有許多粉絲對其作為角色的設計或是角色在劇中的行為感到不滿。

### 不知所蹤
在《星際大戰首部曲:威脅潛伏》的某一個刪除鏡頭中，扎扎·賓客斯和魁剛·金，歐比王在停船時，太靠近瀑布，而面臨被沖走的危機，原始版本設定為札札、魁剛·金和歐比王都成功脫離，但由於札札並不受星戰迷的歡迎，因此部分粉絲將影片修剪成他和船一起被沖走，不知所蹤。

## 其他媒體

### 樂高星際大戰
在樂高星際大戰中，洽‧洽‧冰克斯以一個迷你模型的形式出現。

### 憤怒的小鳥星球大戰版II（英语：Angry Birds Star Wars II）
洽‧洽‧冰克斯在憤怒的小鳥星球大戰版II中，也以一隻掛鉤移動的小鳥出場。

## 粉絲理論
在Reddit上，有一名叫Lumpawarroo的用戶說扎扎·賓客斯其實是西斯大帝白卜庭的老師。他說:扎扎·賓客斯可能沒有那麼簡單，他所以這麼煩人，可能隱藏了一些東西。
- 扎扎·賓客斯在一部曲看見魁剛·金和歐比王時，到水下面前，他做了一個五公尺的跳躍，這可能是和其他絕地和西斯的原力跳躍一樣。
- 在一場進攻皇宮的戲時，恰恰也再次展現了他的強力跳躍。
- 當恰恰在與女王講話及被晉升為將軍時，似乎使用了心靈控制。
- 恰恰疑似可以動動嘴巴就讓別人說話，例如帕納卡隊長。
- 恰恰無時無刻都跟在白卜庭旁邊，不禁讓人懷疑白卜庭需要一隻那麼煩人的外星人幹嘛，或許恰恰才是白卜庭的師傅。
- 同樣是在一部曲，扎扎·賓客斯說他是因為笨拙才讓納斯頭目趕出水下，但是他到水下時，周圍的人馬上四散，這不像看見笨拙的人時會做的行為。
- 在二部曲的開頭，他一早就知道了歐比王會來到他這裡，他事先到電梯，且見到他時假裝出很驚訝的樣子。
- 會得到這樣的權力是因為扎扎說服了整個星際議會讓他們給白卜庭權力。

這個理論在粉絲間大受歡迎，原貼文截至2020年12月為止已有逾6萬個贊成票。魁剛·金的演員連恩·尼遜甚至在2017年星戰慶典中戲稱這個理論是真的。